# Spider-Man 2211
Spider-Man 2211 is een personage uit de strips van Marvel Comics. Spider-Man 2211 is gecreëerd door Peter David en verscheen als eerste in het verhaal "Spider-Man 2099 Meets Spider-Man".

## Biografie
Dr. Max Borne, een tijdreizer uit het jaar 2211 is Spider-Man in dat tijdperk. Zijn kostuum is door de vier extra mechanische armen anders dan het kostuum van originele Spider-Man, maar heeft nog wel dezelfde rood blauwe kleuren. Hij is een onderdeel van een organisatie die verstoringen in de tijd probeert te voorkomen.
In zijn eerste verschijning helpt hij Spider-Man en Spider-Man 2099 in het verslaan van zijn aardvijand de Hobgoblin uit 2211. Het bleek later dat deze Hobgoblin eigenlijk Robin Borne was, zijn eigen dochter Robin Borne. Nadat Robin probeerde de chaos in het 'heden' te krijgen door ook zijn oom Ben te introduceren. Ze werd onbewust door Spider-Man 'gewist' door haar eigen bommen.
Spiderman 2211 werd later neergeschoten en gedood door Chameleon die zich voordeed als zijn oom Ben (nummer 146 in Nederland).
The Amazing Spider-Man nummer 439 speelt zich duizend jaar verder af (2998). Twee archeologen komen hier in aanraking met overblijfselen van Spider-Man en speculeren over zijn carrière. Bij deze discussie spreken ze ook over helden die na hem zijn gekomen zoals Spider-Girl, Spider-Man 2099 en Spider-Man 2211.

## Kostuum
In zijn originele vorm leken zijn vier nieuwe armen op protheses met metalen ringen die gevormd zijn naar de spieren. Dit lijkt enigszins op de armen van de X-man Colossus (Marvel). Zijn helm bevatte slechts twee gaten voor de ogen. Nadat Spider-Man 2211 later opnieuw werd getekend door Mike Wieringo kreeg hij armen die meer lijken op de van Dr. Octopus en een nieuwe helm met dit keer zes kijkgaten.

## Krachten en vaardigheden
Max Borne bezit supermenselijke krachten, behendigheid en conditie. Zijn pantser is kogelvrij (behalve van dichtbij) en bevat bestuurbare webben, elektronische webben, 4 cybernetische armen, visuele sensoren, een tijdmachine en geeft ook de mogelijkheid om overal te ademen. Borne's technologie kan diverse alternatieve tijdlijnen zien, het geheugen wissen en door middel van berekeningen de toekomst voorspellen.